# ソラル (ジュネーヴ州)

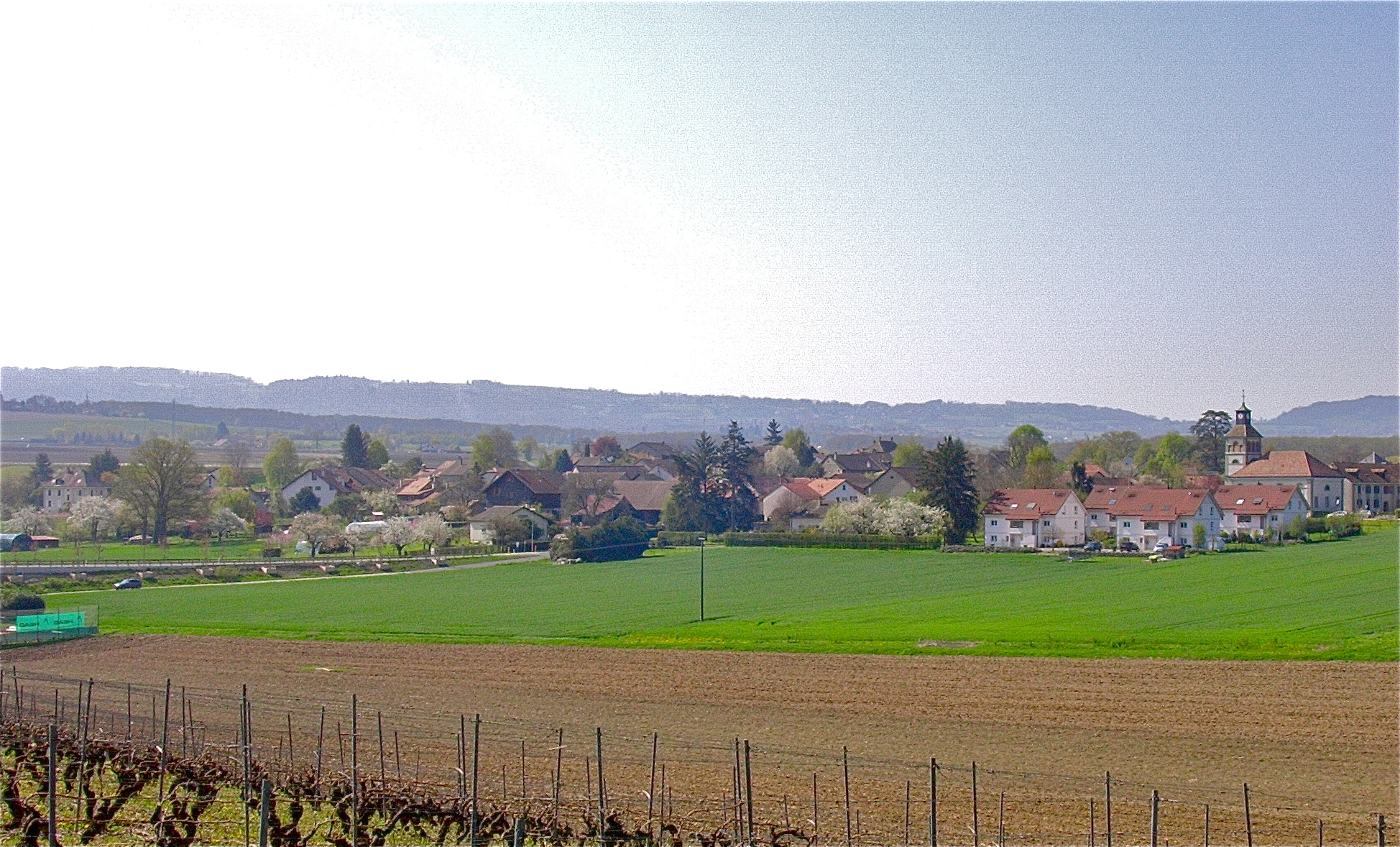

ソラルの紋章

ソラル Soralはスイス連邦、ジュネーヴ州の南西部に位置する基礎自治体(コミューンcommune)。ジュネーヴ州のアヴュジー、ベルネ、ラコネのコミューン、フランス、オート＝サヴォワ県のヴィリー、サン＝ジュリアン＝アン＝ジュヌヴォワに囲まれている。

## データ
- 面積:2.85 km²
- 人口:672人(2008年1月)